# Christian Lemcke

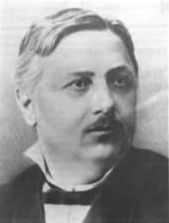
Christian Lemcke

Christian Lemcke (* 8. Dezember 1850 in Bergrade; † 12. September 1894 wohl in Rostock) war ein deutscher HNO-Arzt und Hochschullehrer. Er begründete die Otolaryngologie (Heilkunde von Ohr und Kehlkopf) als einheitliches Fach an der Universität Rostock.

## Leben
Christian Lemcke studierte Medizin von 1875 bis 1880 in Rostock, Würzburg und Berlin. Nach Assistententätigkeiten in Chirurgie, Gynäkologie und Neurologie kehrte er im September 1881 nach Rostock zurück. Über eine Anstellung bei Theodor Thierfelder an der Klinik für Innere Medizin der Universität behandelte er Kehlkopfkranke. Zusätzlich übernahm er ab 1883 die Betreuung von ohrenleidenden Patienten, womit die Zusammenlegung der beiden Fächer vollzogen wurde.
Mitte 1884 ließ sich Lemcke als praktischer Arzt für Ohren- und Kehlkopfkrankheiten in Rostock nieder. Mit seiner Schrift Die Taubstummenschüler in Ludwigslust. Ein Beitrag zur speziellen Taubstummstatistik habilitierte er sich 1885 und erhielt darauf die Venia legendi als Privatdozent für die Fächer Otologie und Laryngologie. Zur Durchführung seines akademischen Unterrichtes wurden Lemcke Räume in der Medizinischen Klinik zur Verfügung gestellt. Personal und Mittel für die Vorlesungen sowie für die Behandlung bettlägeriger Patienten in Mietzimmern der Stadt musste er selbst finanzieren. Auch als 1891 die Poliklinik als Universitätsinstitut anerkannt und Lemcke mit ihrer Leitung betraut wurde, änderte sich vorerst nichts an den materiellen Bedingungen. Erst 1893 wurden aus landesherrlichen Mitteln Zuschüsse bereitgestellt. Im selben Jahr wurde er zum a.o. Professor ernannt. Er verstarb mit 44 Jahren, ohne seine großen Pläne verfolgen zu können.
Lemcke war seit 1875 Corpsschleifenträger der Guestphalia Würzburg.